# Spaniopsis rieki
Spaniopsis rieki är en tvåvingeart som först beskrevs av Paramonov 1962.  Spaniopsis rieki ingår i släktet Spaniopsis och familjen snäppflugor. Inga underarter finns listade i Catalogue of Life.